# Stejarul Tamme-Lauri

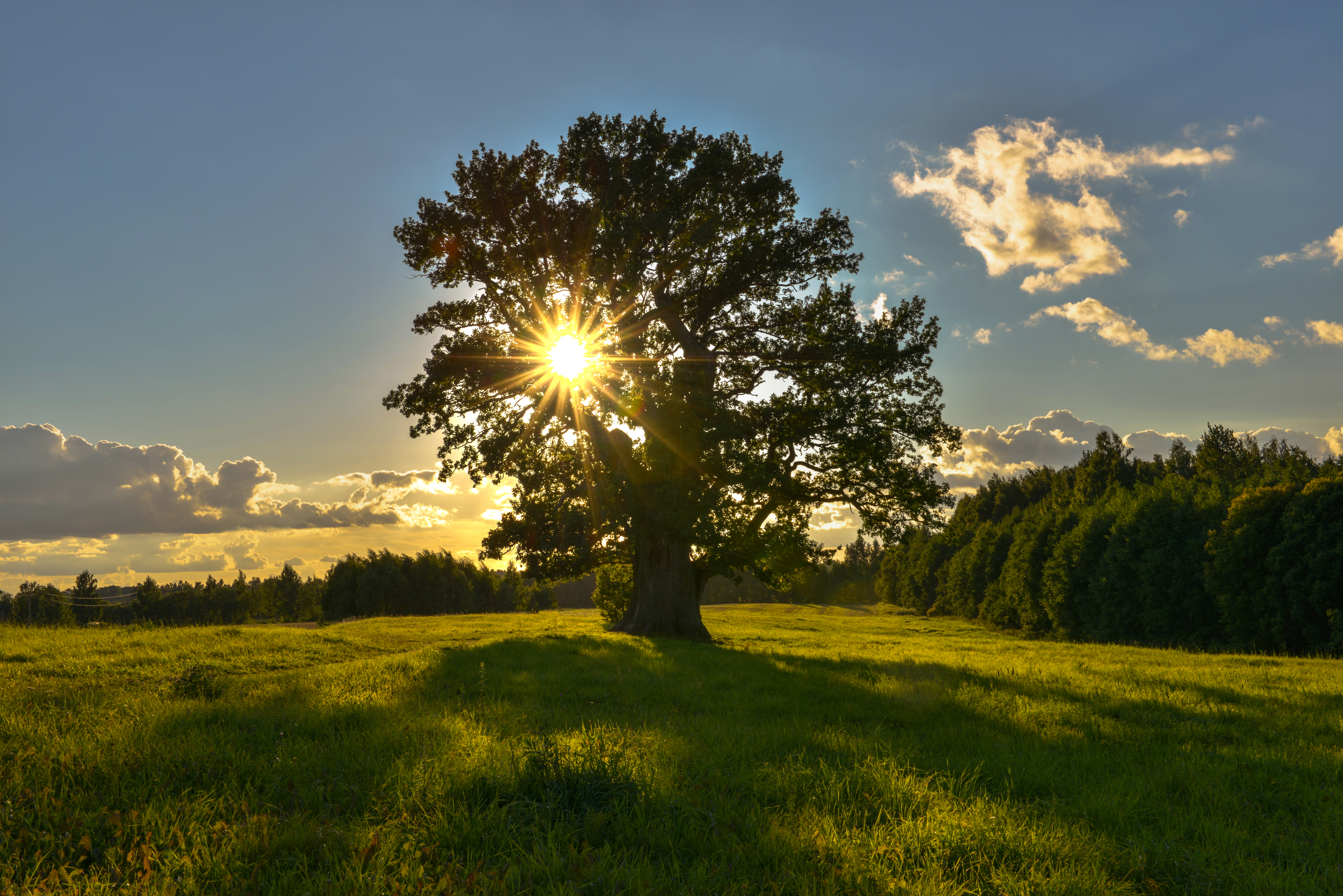
Stejarul Tamme-Lauri

Stejarul Tamme-Lauri (în estonă Tamme-Lauri tamm, în võro Tammõ-Lauri tamm) este un stejar comun mare. Este considerat a fi cel mai gros și mai bătrân copac din Estonia și se află în parohia Antsla⁠(d) din comitatul Võru. Înălțimea copacului este de 17 metri (56 ft), iar circumferința sa este de 831 centimetri, măsurată la o înălțime de 130 de centimetri de la sol. Potrivit cercetătorilor, acest copac a fost plantat în jurul anului 1326.

## Aspecte istorice
Numele arborelui provine de la ferma Tamme-Lauri, pe teritoriul căreia s-a aflat, care la rândul său a fost numită după zeul focului eston Laurits⁠(d) (mai rar Lauris), despre care se credea adesea că trăiește în interiorul stejarului și aduce noroc sau uneori ghinion fermierilor. Potrivit legendei, clădirea școlii din Urvaste⁠(d) a ars de mai multe ori din cauza zeului Laurits.
Copacul a fost lovit în mod repetat de fulgere, care au provocat distrugeri ramurilor și i-au scobit centrul. În cursul restaurării din anii 1970 s-a descoperit că scorbura din trunchiul stejarului a fost folosită ca ascunzătoare de către Frații Pădurii în timpul celui de-al Doilea Război Mondial, iar aceștia au activat acolo, dar au fost abandonați ulterior. Cavitatea, care era atât de mare încât puteau încăpea până la șapte persoane, nu mai poate fi însă văzută, deoarece a fost umplută cu 8 tone de beton armat în timpul restaurării din epoca sovietică. Arborele continuă să înfrunzească, deși și-a pierdut vârful din cauza fulgerelor care l-au lovit.

## Importanță
Stejarul Tamme-Lauri este reprezentat pe reversul bancnotei de zece coroane⁠(d) estoniene. Deși arborele este protejat de autorități prin ordinul ministrului afacerilor sociale privind protecția arborilor, bolovanilor și obiectelor individuale din 30 iunie 1939, el s-a aflat permanent în proprietate privată până în 2006: în acest timp, din fericire, nu s-a ridicat nicio construcție lângă el și nici nu a fost deteriorat (în afară de faptul că interiorul acestuia a fost umplut cu beton armat). În septembrie 2006 Primăria localității Urvaste a încercat să cumpere copacul și împrejurimile lui pentru 380.000 de coroane estoniene, dar fără succes. În noiembrie 2006 Ministerul Mediului⁠(d) din Estonia a cumpărat copacul, un spațiu circular cu raza de 50 m și drumul care duce la copac pentru 400.000 de coroane estoniene.
A participat la concursul European Tree of the Year⁠(d) în anul 2016 în calitate de reprezentant al Estoniei, ocazie cu care a fost relatată legenda conform căreia copacul a început să crească dintr-o bucată din trăsura de lemn pe care un rege suedez a înfipt-o în pământ.

## Galerie

Imagini ale stejarului Tamme-Lauri
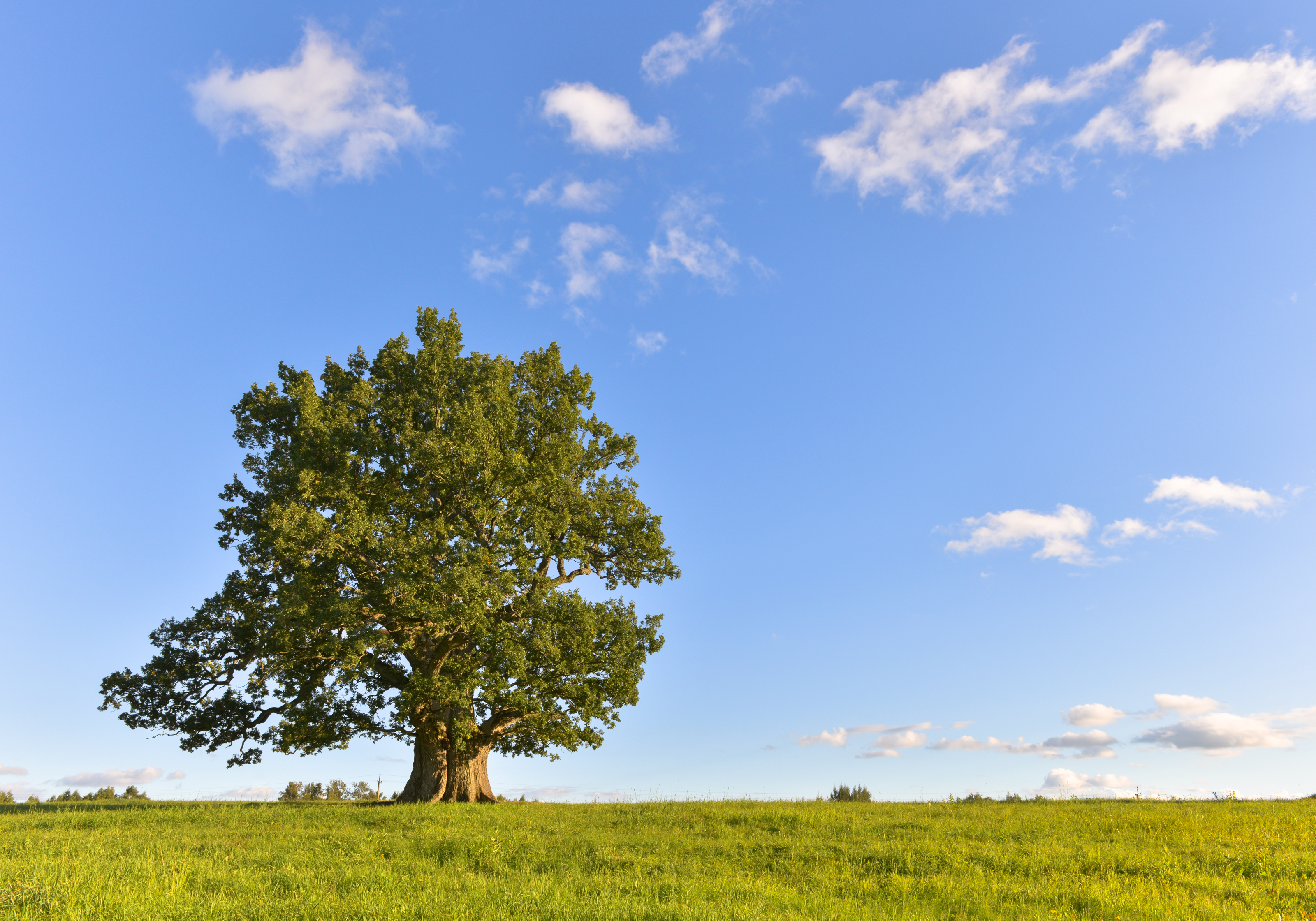
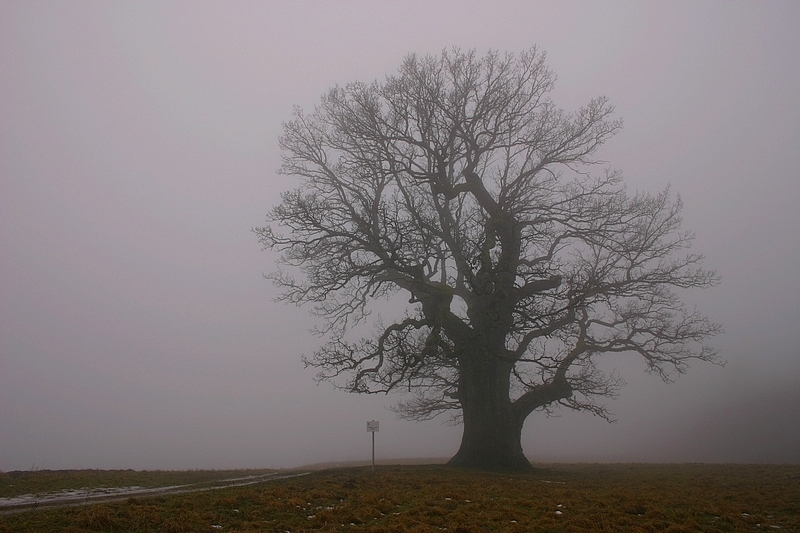
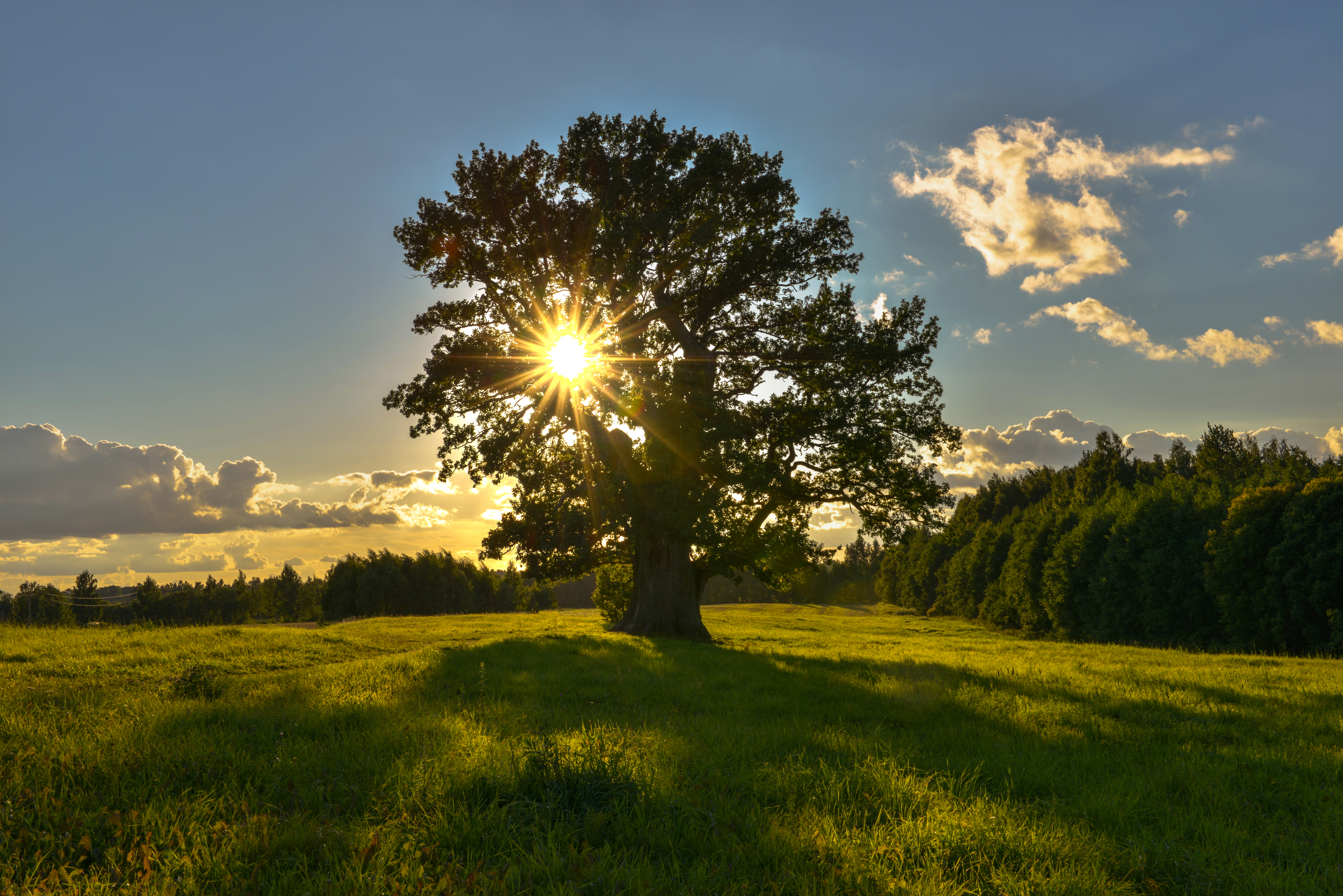
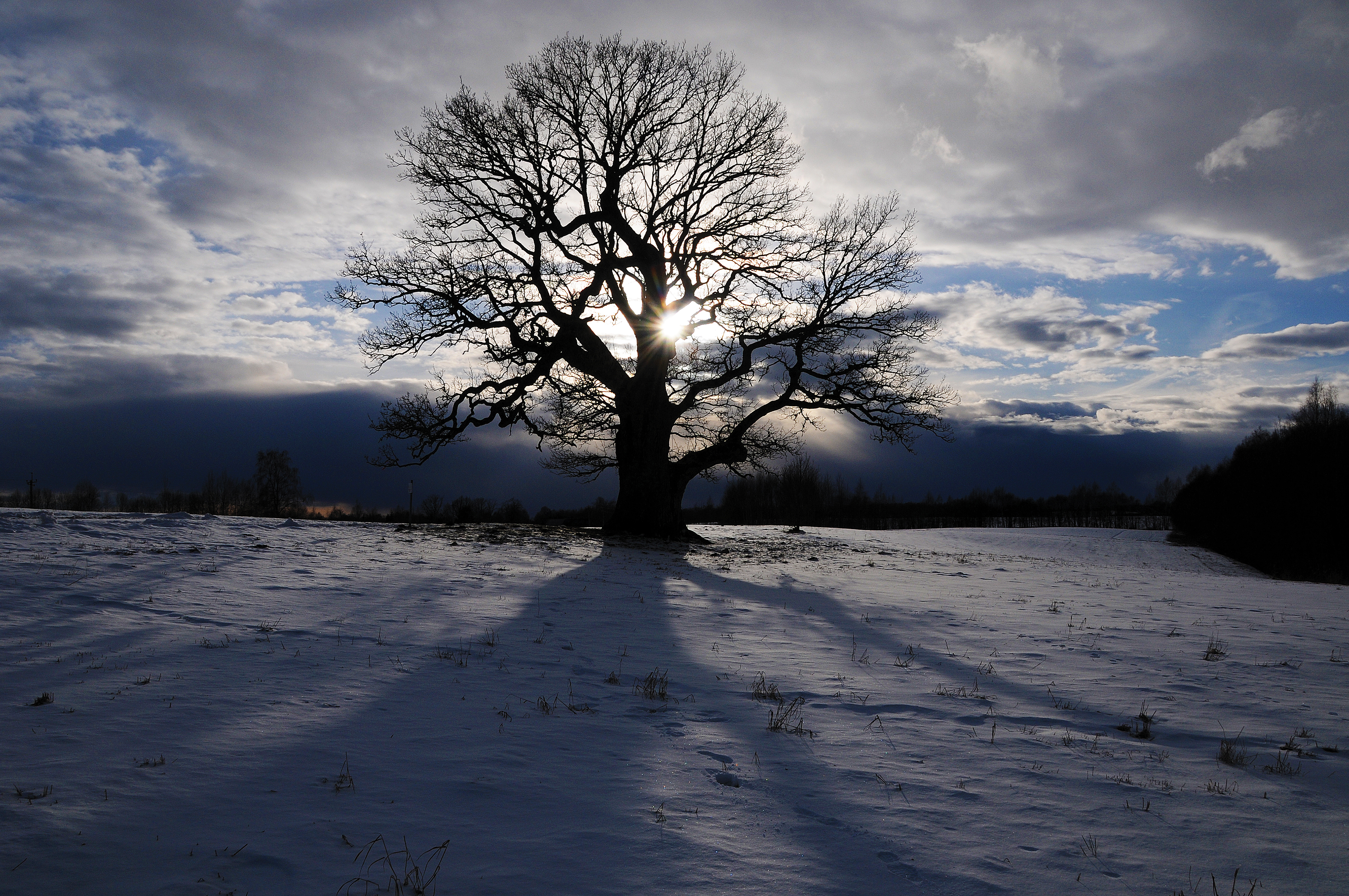
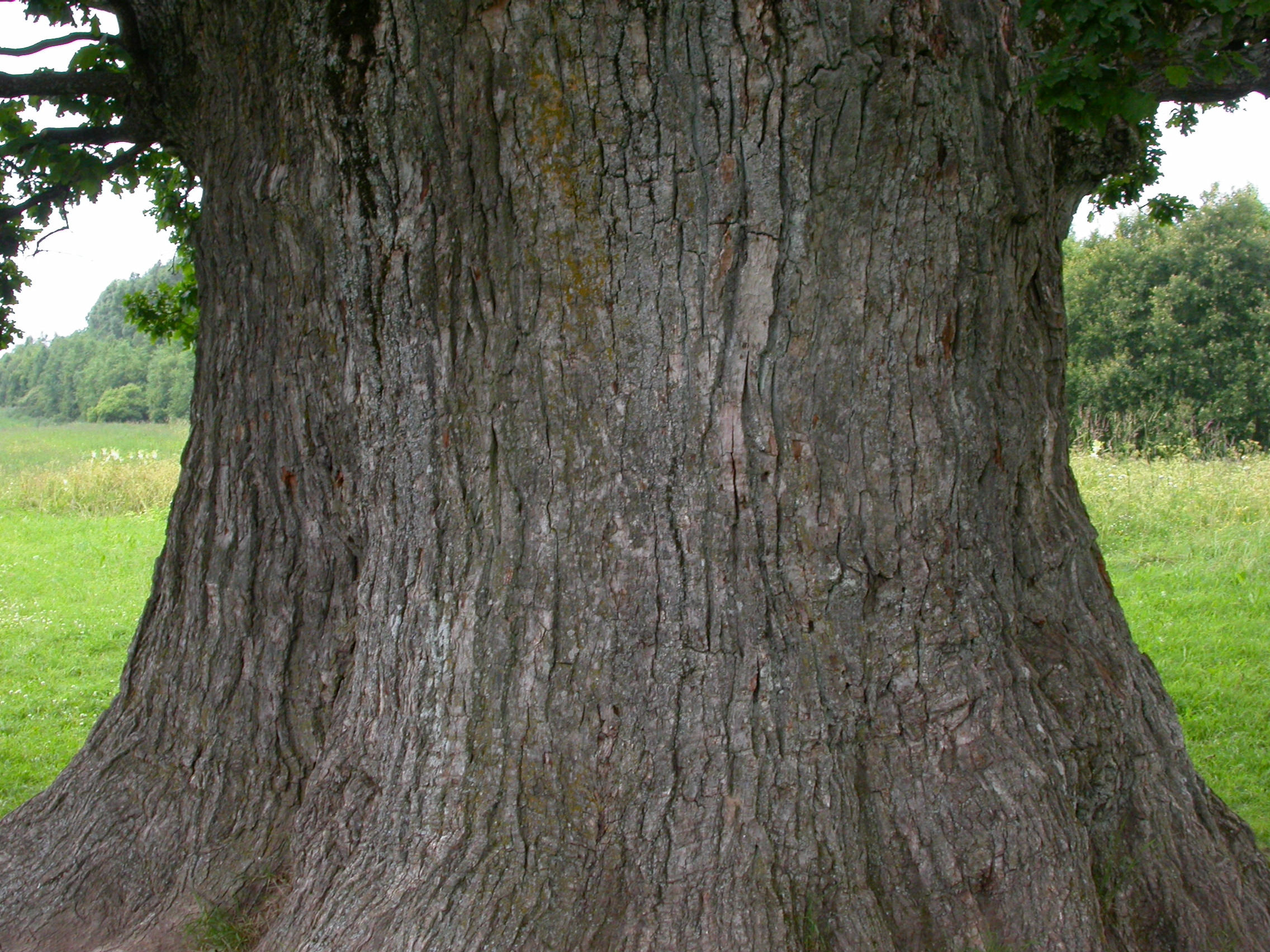
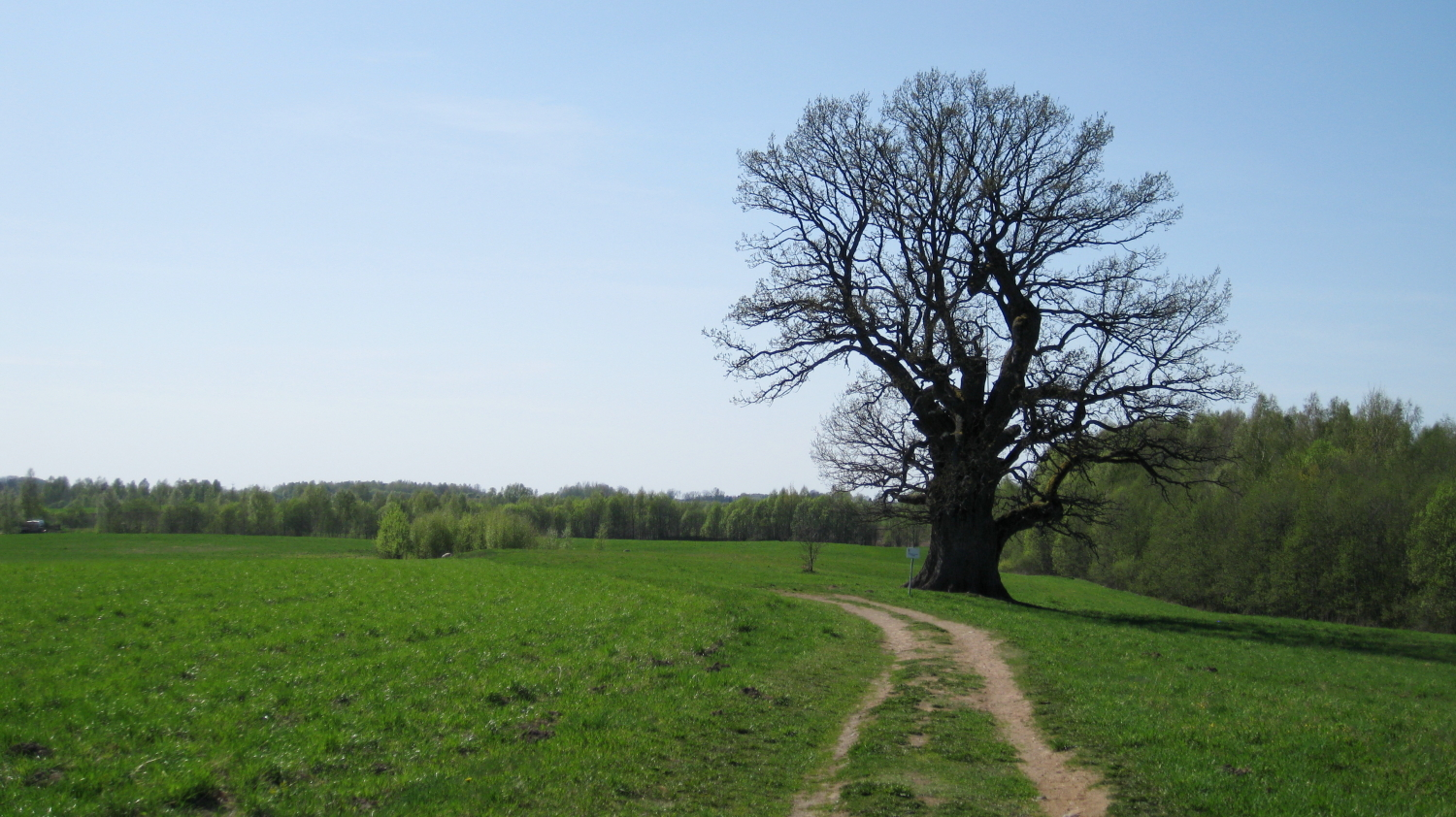
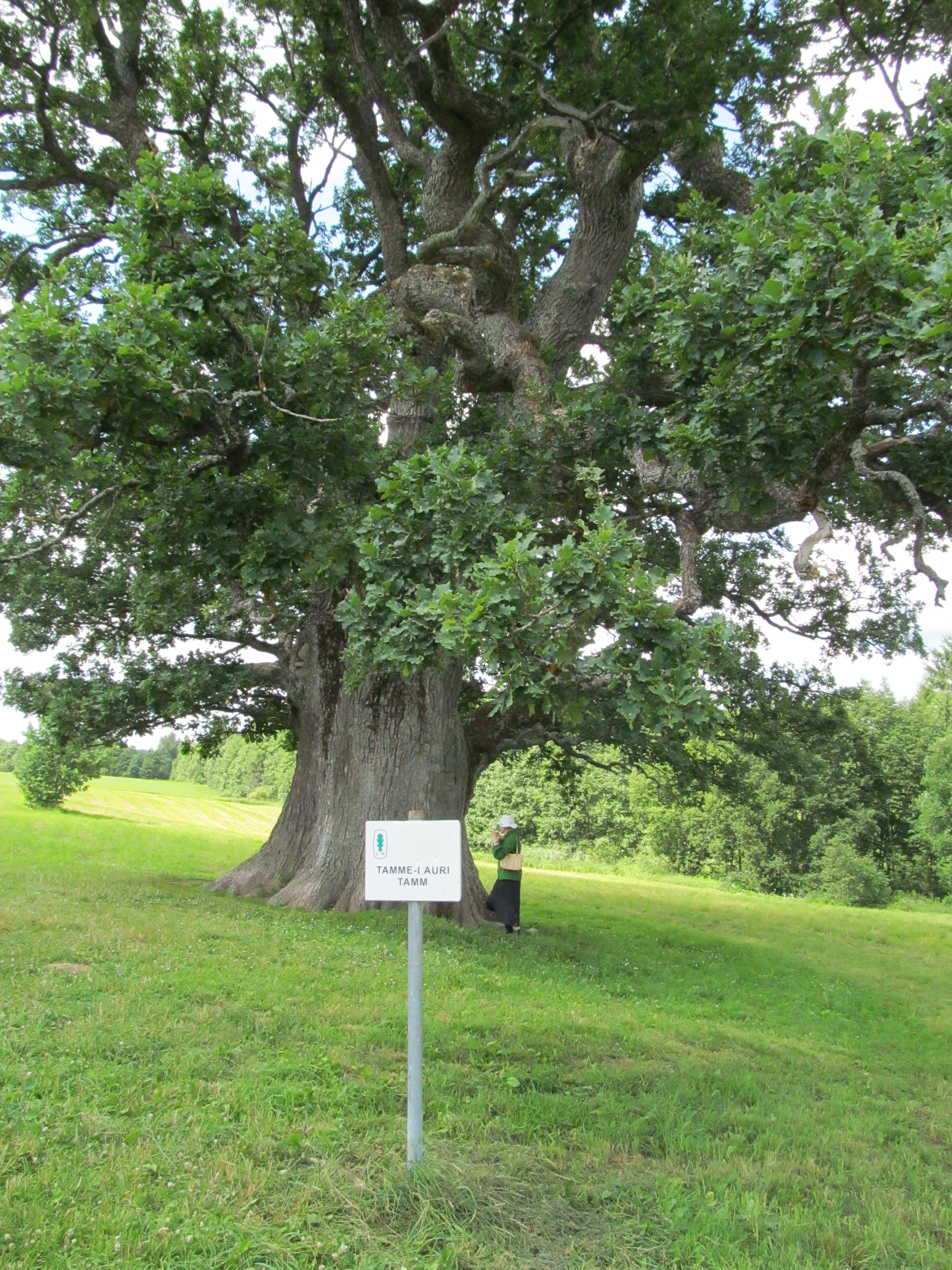
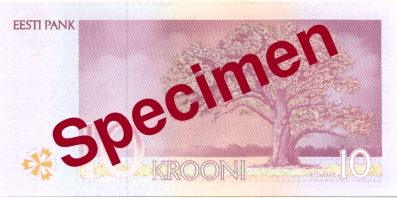
Stejarul pe o bancnotă de 10 coroane⁠(d) estoniene